# ريوغوجو

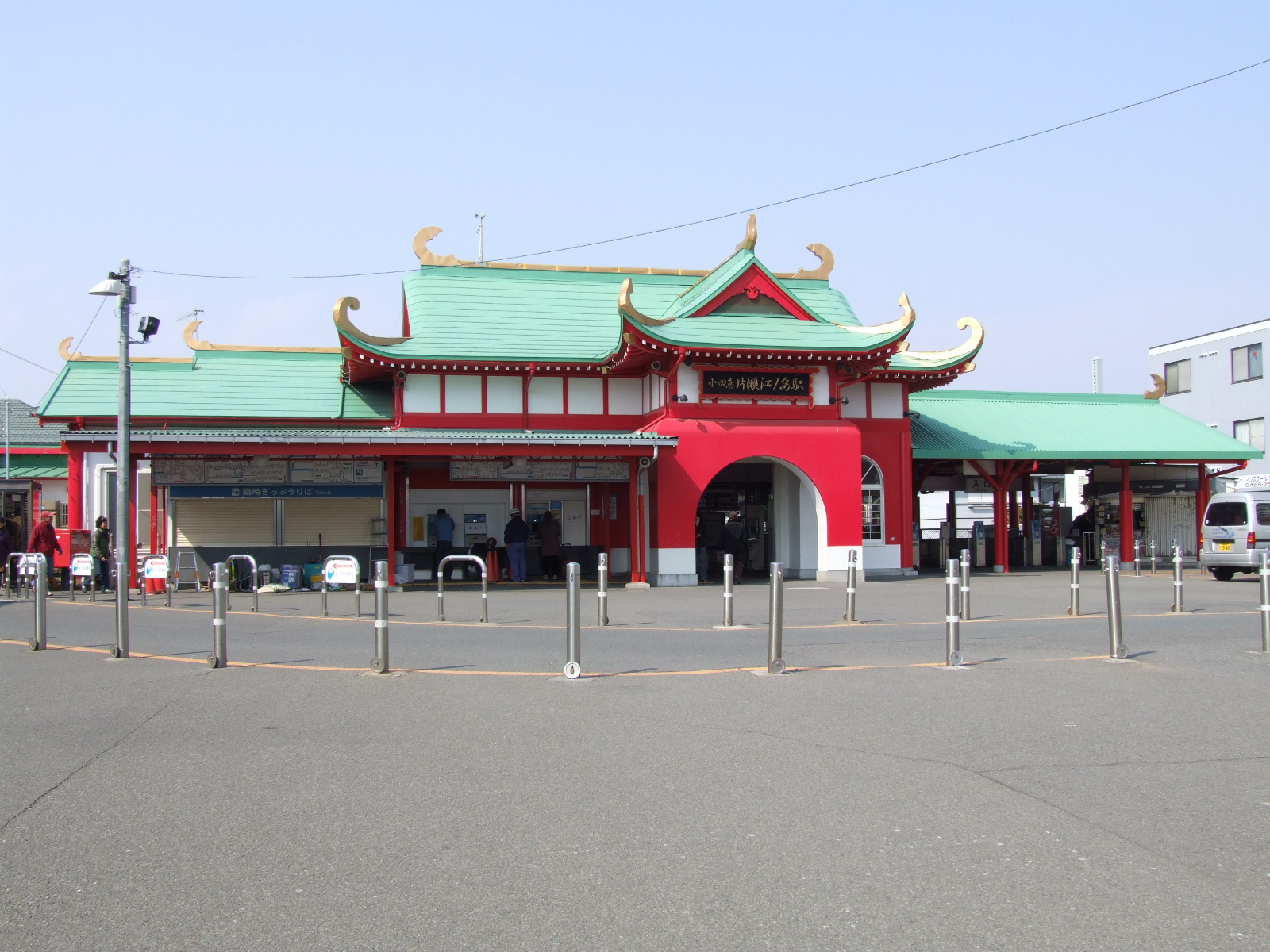
مدخل محطة كاتاسه-إنوشيما

ريوغوجو (باليابانية: 竜宮城/龍宮城) أو ريوغو (باليابانية: 龍宮) وتعني قصر التنين، هو مكان أسطوري في الفلكلور الياباني يمثل قصر النين ويعتقد أنه يقع في أعماق البحر. تقول الأسطورة أن القصر مبني من المرجان الأحمر والأبيض، أو من الكريستال الصلب. يسكن القصر خدم التنين، وعلى كل زاوية من زوايا القصر يكون فصل مختلف من فصول السنة، ويوم داخل القصر يعادل قرن من الزمن خارجه. وتقول الأسطورة أن أوراشيما تارو كان قد زار ريوغوجو لمدة سبعة أيام.
تم تصميم محطة كاتاسه-إنوشيما في فوجيساوا، محافظة كاناغاوا بشكل مشابه لوصف ريوغوجو.